# Beautiful Times
"Beautiful Times" je vedoucí singl alba "Ultraviolet" americké synthpopové skupiny Owl City. Byl složen skladatelem, producentem a zpěvákem Adamem Youngem. Poprvé vyšel na iTunes ještě před vydáním Ultraviolet 8. dubna 2014.

## Seznam skladeb
| Beautiful Times - Single | Beautiful Times - Single                 | Beautiful Times - Single |
| Pořadí                   | Název                                    | Délka                    |
| ------------------------ | ---------------------------------------- | ------------------------ |
| 1.                       | Beautiful Times (feat. Lindsey Stirling) | 3:24                     |

## Okolnosti vzniku
21. února 2014 Adam Young na svém tumblr blogu oznámil, že jeho několika měsíční práce se blíží do finále a už se těší, až se o to bude moct podělit se svými fanoušky."Celý cyklus je podivný: pronásleduješ inspiraci, cele se ponoříš do vize, ale nakonec to vše musíš rozložit, zapomenout na všechno, co už znáš, abys mohl začít znovu od začátku. V tomto smyslu je pro mě muzika zábavná. Čím víc ji studuju, tím méně jí rozumím." Řekl, že nová kapitola Owl City bude naplněna planou honbou za přeludem a neobyčejnými zvraty – přes staré známé rozmary a skrz nové hranice. "Podařilo se mi zachytit pár kouzelných myšlenek, některé jsou tak výstřední, že jsou na pomezí zvláštnosti – temné a nádherné." Adam se rozhodl, že rok 2014 pro něj bude sólo rokem. Ne, že by ho nebavilo spolupracovat, ale protože "se jeho svět točí tak příjemným tempem, že je inspirovaný, aby prozkoumával nekonečné, neprobádané oblasti představivosti, které zůstávají nezmapované v jeho hlavě bez vnějšího přispění. Proto v časných ranních hodinách, kdy město odpočívá a celý svět tvrdě spí, bloumá po venku úplně sám". Na závěr napsal: "Hodně přemýšlím, ale nemluvím moc, tak píšu."
Také oznámil, že nová hudba bude návrat ke kořenům původního Owl City, do doby Ocean Eyes, ale s novými technikami, s triky, které se od té doby naučil.
Adam uvedl, že skladba "Beautiful Times" vznikla již v lednu, kdy se vrátil z tour, a že složit ji mu trvalo asi týden. “Je to vlastně první píseň, kterou jsem napsal po návratu z tour. Dobíjel jsem baterie, abych tak řekl, díval jsem se znovu na své původní inspirace. Nechal jsem se svým sněním unést a dosáhl jsem písně tím, že jsem psal jen z představivosti místo z nějaké konkrétní situace. Byl to nádherný moment pokroku jak mé osobnosti, tak mé muziky."
Odhalení názvu a obrázku singlu probíhalo postupně, kdy Adam na Instagramu zveřejňoval vždy kousek z obalu a fanoušci je skládali dohromady jako puzzle. Jenže název i obrázek byly známy už před zveřejněním posledního kousku, neboť na Amazonu byl nový singl k předobjednání a některý zvídavý fanda to objevil. Poté Adam sdílel ukázky z písně.

8. dubna 2014 byl vydán singl "Beautiful Times", kde Adama doprovází hrou na housle Lindsey Stirling. Skladba byla k dispozici zdarma ke stáhnutí na speciálně vytvořené stránce beautifultimes.owlcitymusic.com. Po podniknutí plavby přes rozbouřené moře za zvuků "Beautiful Times'" se loďka dostala k blikajícímu majáku (známého už z obalu k singlu) a píseň byla "odemknuta". Adam zde v dopise mimo jiné píše: " (Skladba) má v sobě temnou krásu, která je působivá, a podstata písně nabízí ideu, že život je báječný navzdory břemenům a útrapám, které nás potkávají. Je to hymna pro ty, kteří hledají sílu povznést se nad těžkosti."
Později 18.8.2014 při interview popisuje "Beautiful Times": "Je to píseň o nových začátcích, o zapomenutí na všechny vzestupy a pády, ale zaměření se na to dobré. Je to připomenutí si, že to má člověk vydržet a pamatovat si, že nakonec bude vše dobré."
19.8.2014 v dalším rozhovoru dále uvádí: "Píseň 'Beautiful Times' je taková píseň na způsob světlo na konci tunelu. Je to upomínka, že i když se právě nacházíš uprostřed těžkého období, tam někde na konci je světlo a naděje. Určitě je to smutná písnička, ale v závěru je ukázaná naděje, která pozvedá."
Dále mluví o spolupráci s Lindsey: "Vždycky jsem byl velký fanoušek Lindsey. Byl to takový pokus. Už předtím jsem s ní trochu spolupracoval na jiném projektu. V hlavě mně vyvstalo její jméno, tak jsem ji kontaktoval a řekl: 'Byla by pro mě velká čest, kdybys se mnou pracovala na této písni.' a ona byla tak laskavá, že souhlasila a propůjčila svůj talent. A tak díky jejímu přispění je píseň úžasná."
Na Instagramu Adam píše: "To nové dílo je nádherné, smutné, povznášející, metaforické, hořcesladké, a zvláštní – ale chvilkami mnohem víc masivní, energetické a vášnivé než vše, co jsem předtím vytvořil."
Na počest "Beautiful Times" a později i celého Ultraviolet pořádal Adam chaty. Chat zaměřený na "Beautiful Times" probíhal na Facebooku 16.4.2014

## Videoklip
19.6. Adam uvedl: "Jsem bez sebe radostí, že vám můžu oznámit, že příští týden vyjde video k 'Beautiful Times'. Nechť odpočet započne!" A připojil fotku z videoklipu s číslem 7.

 Poté 25.6. Adam na Instagramu zveřejnil ukázku z videa. Na druhý den byl videoklip zveřejněn na stránkách Rolling Stone a 27.6. vyšel i na YouTube. Rovněž byla premiéra nového EP Ultraviolet. Na albu bylo již vydané "Beautiful Times" a pak ještě další tři skladby.
Adam 18.8.2014 v rozhovoru o videoklipu "Beautiful Times" řekl: "Videoklip není jako většina videí, které jsem vytvořil. Je to takové ohlédnutí se na to, odkud jsem přišel jako umělec ve své kariéře. Je to taková nostalgie. Jo, jsem spokojený s tím, jak se vyvinulo."
Videoklip nás uvádí do dětského pokoje plného hraček, podobného tomu z videoklipu k "Fireflies", kde malá holčička objeví v domečku pro panenky v jednom pokojíku Adama hrajícího na klávesy a v druhém Lindsey s houslemi. Vše začíná poletujícím světýlkem, které přiletí otevřeným oknem, proletí kolem hračky-majáku, shodí knihu, probudí spící holčičku s leteckými brýlemi (podobnými jako měl Carl Fredricksen jako dítě ve filmu Vzhůru do oblak) a oživí ostatní hračky v pokoji, tak že se začnou vznášet ve vzduchu. Můžeme vidět, stejně jako ve "Fireflies", roboty, letadlo a dinosaury. Jiskra přiletí ke stolu s domečkem pro panenky, který se otevře. Zde sedí Adam u kláves a jak hraje, tak se otáčí kolem dokola. V pozadí za ním je blikající kresba mrakodrapů. Adam to později komentuje, že si připadal jako Godzilla. V dalším pokoji domečku sedí u stromu Lindsey a hraje na housle. Holčička se udiveně rozhlíží po svém pokoji, pak vezme lupu a sleduje Adama a Lindsey v domečku. Z ničeho nic kouzlo zmizí a vznášející se hračky spadnou na zem. Dívka s úsměvem na tváři odchází z pokoje, jiskra vletí do majáku a domeček se opět zavře.

## Kritika
Na české stránce musicserver Jaromír Koc píše: "Song se sice vcelku mile poslouchá, dubstepový podklad zasněné náladě písně vůbec neubližuje a hostování Lindsey Stirling byl taktéž hodně dobrý nápad, ale celé to prostě tak nějak plyne: a když píseň skončí, nezůstane vlastně nic. Prostě takový ten song, který nenadchne ani neurazí a který by vlastně ani nemusel mít videoklip."